# انتقام (فیلم ۲۰۰۸)
انتقام (به فرانسوی: Revanche) فیلمی در ژانر درام - مهیج به کارگردانی گوتز اشپیلمن محصول سال ۲۰۰۸ کشور اتریش است. این فیلم نامزد دریافت جایزه اسکار در بخش بهترین فیلم زبان خارجی(آلمانی) در سال ۲۰۰۹ بود و همچنین عنوان برترین فیلم اروپایی در سال ۲۰۰۹ را کسب کرده‌است.و در مجموع جشنواره های سینمایی در سرتاسر جهان، در 13 بخش برنده و در 7 بخش دیگر نیز نامزد دریافت جایزه گردیده بود. این فیلم در ایالت لاور اتریش در کشور اتریش فیلم برداری و ضبط گردیده است.

## داستان
الکس مردی است تقریباً ۴۰ ساله که با دختری به نام تامارا دوست است و عاشقانه یکدیگر را می‌خواهند. تامارا در فاحشه خانه‌ای کار می‌کند تا بتوانند بدهی ۴۰ هزار دلاریش را پرداخت کنند و الکس هم سخت در تلاش برای پرداخت بدهی هایشان است. اما سر انجام تمامی تلاش هایشان را بی‌ثمر می‌دانند و الکس نقشهٔ سرقت یک بانک محلی را می‌کشد…

## بازیگران
- یوهانس کریش در نقش الکس
- اورزولا اشتراوس در نقش تامارا
- هانو پوشل